# Pentapodus emeryii
Pentapodus emeryii is een  straalvinnige vissensoort uit de familie van valse snappers (Nemipteridae). De wetenschappelijke naam van de soort is voor het eerst geldig gepubliceerd in 1843 door Richardson.
De soort staat op de Rode Lijst van de IUCN als niet bedreigd, beoordelingsjaar 2009.